# 亭子镇 (达州市)
亭子镇，是中华人民共和国四川省达州市达川区下辖的一个乡镇级行政单位。2019年12月，撤销大风乡，将其所属行政区域划归亭子镇管辖。

## 行政区划
亭子镇下辖以下地区：
老街社区、回龙社区、官田村、长石村、群力村、庙梁村、雷力村、天进村、飞牌村、友山村、长艾村、赵岩村、胜利村、电厂村、花园村、青云村、燕窝岩村和明天村。